# Preston (Iowa)
Preston – miasto w Stanach Zjednoczonych, w stanie Iowa, w hrabstwie Jackson. W 2000 roku liczyło 949 mieszkańców.